# Cal Petersen
Calvin Louis Petersen (ur. 19 października 1994 w Waterloo) – amerykański hokeista grający na pozycji bramkarza, reprezentant kraju.

## Kariera

### Wczesna kariera
Cal Petersen urodził się w Waterloo, stanie Iowa, jako syn Erica, również hokeisty grającego na pozycji bramkarza, reprezentującego barwy występującej w NCAA Division III drużyny Uniwersytetu Bethel w Minnesocie. Karierę sportową rozpoczął w 2011 roku w występującej w rozgrywkach ligi NAHL juniorskiej drużynie Waterloo West High School, Topeka RoadRunners, po czym rozpoczął występy w występującej w rozgrywkach ligi USHL juniorskiej drużynie tej samej szkoły Waterloo Black Hawks, w której grał do 2013 roku.
30 czerwca 2013 roku został wybrany przez władze klubu ligi NHL, Buffalo Sabres, w 5 rundzie draftu NHL z numerem 129.
Następnie rozpoczął naukę na Uniwersytecie Notre Dame, gdzie grał w tamtejszej drużynie Notre Dame Fighting Irish. W sezonie 2014/2015 rozegrał 33 mecze (13 zwycięstw, 16 porażek, 3 zwycięstwa po dogrywce), a także pomógł klubowi awansować do fazy play-off, w których zagrał we wszystkich 6 meczach. 6 marca 2015 roku, podczas pierwszego meczu tej fazy przeciwko UMass Minutemen (3:4 p.d.), Petersen ustanowił rekord 87 obronionych strzałów. Był jeden z najdłuższych meczów uniwersyteckich w hokeju na lodzie (5 dogrywek). Klub ostatecznie awansował do ćwierćfinału, w którym przegrał rywalizację 3:0 z Massachusetts-Lowell, a Petersen został wybrany do drużyny debiutantów i drużyny akademii Hockey East.
W sezonie 2015/2016 rozegrał wszystkie 37 meczów (19 zwycięstw, 11 porażek, 7 zwycięstw po dogrywce), a także otrzymał wyróżnienie Hockey East All-Star, został nominowany do nagrody Mike Richter Award, przeznaczonej dla najlepszego bramkarza w rozgrywkach NCAA Division I w hokeju na lodzie oraz został wybrany MVP swojego klubu. Wkrótce został kapitanem klubu, z którym uczestniczył w turnieju Frozen Four 2017 w Chicago, na którym 6 kwietnia 2017 roku na United Center przegrał z późniejszym triumfatorem turnieju, Denver Pioneers 6:1. W sezonie 2016/2017 został wybrany do drużyny gwiazd Hockey East, a także ponownie nominowany do nagrody Mike Richter Award.
31 maja 2017 roku ogłosił o rezygnacji z ostatniego roku studiów, dając władzom klubu ligi NHL, Buffalo Sabres, 30 dni na podpisanie kontraktu, ponieważ negocjacje się nie powiodły, Petersen został wolnym agentem.

### Los Angeles Kings
1 lipca 2017 roku podpisał dwuletni kontrakt z klubem ligi NHL, Los Angeles Kings. Jednak z powodu zbyt silnej konkurencji w klubie, został przydzielony do klubu filialnego Królów, występującym w lidze AHL Ontario Reign. 4 stycznia 2018 roku został nominowany do Meczu Gwiazd AHL, odbył się w dniach 28–29 stycznia 2018 roku.
12 listopada 2018 roku wrócił do drużyny Królów, po tym jak bramkarz Jack Campbell, doznał rozerwania łąkotki. Następnego dnia, 13 listopada 2018 roku, zadebiutował w lidze NHL, w przegranym 5:1 meczu wyjazdowym z Toronto Maple Leafs, zastępując Petera Budaja w drugiej tercji. Petersen w tym meczu obronił 15 strzałów oraz puścił tylko jednego gola. 16 listopada 2018 roku, wygranym 2:1 meczu domowym z Chicago Blackhawks, po raz pierwszy wystąpił w podstawowym składzie Królów. W tym meczu obronił 34 strzały. 19 listopada 2017 roku, w wygranym 2:0 meczu wyjazdowym z St. Louis Blues, obronił 29 strzałów, oraz zaliczył pierwszy w swojej karierze shutout (czyste konto).
16 lipca 2019 roku Petersen przedłużył z Królami kontrakt o 3 lata. Sezon 2019/2020 rozpoczął w Ontario Reign, jednak wkrótce wrócił do drużyny Królów. 3 stycznia 2020 roku wystąpił w Meczu Gwiazd AHL.
22 września 2021 roku Petersen ponownie przedłużył z Królami kontrakt o 3 lata o wartości 15 000 000 dolarów.

## Kariera reprezentacyjna
Cal Petersen w 2011 roku został powołany do reprezentacji Stanów Zjednoczonych U-18 na turniej Ivan Hlinka Memorial Tournament 2011 w Czechach i na Słowacji. Drużyna Jankesów zakończyła turniej na 5. miejscu, po wygranej w meczu o 5. miejsce z reprezentacją Czech U-18 3:1, 12 sierpnia 2011 roku na Alcaplast Arena w Brzecławie, a Petersen rozegrał na turnieju 1 mecz.
W 2021 roku był podstawowym bramkarzem reprezentacji Stanów Zjednoczonych na mistrzostwa świata 2021 Elity na Łotwie, na których drużyna Jankesów zajęła 3. miejsce po wygranej 6:1 z reprezentacją Niemiec 6 czerwca 2021 roku na Arēna Rīga w Rydze, a Mangiapane, który na turnieju rozegrał 7 meczów, został wybrany najlepszym bramkarzem turnieju.

## Statystyki

### Klubowe
| 2011/2012   | Topeka RoadRunners        | NAHL        | 2   | 1  | 0  | 1  | 129   | 4   | 0  | 1.86 | .925 | —  | — | — | —   | —  | — | —    | —    |
| 2011/2012   | Waterloo Black Hawks      | USHL        | 5   | 3  | 1  | 0  | 265   | 13  | 0  | 2.94 | .902 | —  | — | — | —   | —  | — | —    | —    |
| 2012/2013   | Waterloo Black Hawks      | USHL        | 35  | 21 | 11 | 1  | 1937  | 96  | 3  | 2.97 | .906 | 4  | — | — | —   | —  | — | 4.27 | .881 |
| 2012/2013   | Waterloo Black Hawks      | USHL        | 38  | 27 | 7  | 4  | 2229  | 93  | 2  | 2.50 | .915 | 12 | — | — | —   | —  | — | 2.25 | .928 |
| 2014/2015   | Notre Dame Fighting Irish | HE          | 33  | 13 | 16 | 3  | 1892  | 79  | 4  | 2.51 | .919 | —  | — | — | —   | —  | — | —    | —    |
| 2015/2016   | Notre Dame Fighting Irish | HE          | 37  | 19 | 11 | 7  | 2232  | 82  | 1  | 2.20 | .927 | —  | — | — | —   | —  | — | —    | —    |
| 2016/2017   | Notre Dame Fighting Irish | HE          | 40  | 23 | 12 | 5  | 2375  | 88  | 6  | 2.22 | .926 | —  | — | — | —   | —  | — | —    | —    |
| 2017/2018   | Ontario Reign             | AHL         | 41  | 23 | 14 | 2  | 2330  | 100 | 4  | 2.58 | .910 | 4  | 1 | 3 | 277 | 11 | 0 | 2.38 | .915 |
| 2018/2019   | Ontario Reign             | AHL         | 38  | 13 | 19 | 3  | 2103  | 141 | 0  | 4.02 | .896 | —  | — | — | —   | —  | — | —    | —    |
| 2018/2019   | Los Angeles Kings         | NHL         | 11  | 5  | 4  | 1  | 622   | 27  | 1  | 2.60 | .924 | —  | — | — | —   | —  | — | —    | —    |
| 2019/2020   | Ontario Reign             | AHL         | 37  | 17 | 15 | 4  | 2079  | 119 | 3  | 3.43 | .906 | —  | — | — | —   | —  | — | —    | —    |
| 2019/2020   | Los Angeles Kings         | NHL         | 8   | 5  | 3  | 0  | 478   | 21  | 0  | 2.64 | .922 | —  | — | — | —   | —  | — | —    | —    |
| 2020/2021   | Los Angeles Kings         | NHL         | 35  | 9  | 18 | 5  | 2016  | 97  | 0  | 2.89 | .911 | —  | — | — | —   | —  | — | —    | —    |
| 2021/2022   | Los Angeles Kings         | NHL         | 33  | 20 | 11 | 1  | 1945  | 87  | 3  | 2.68 | .901 | —  | — | — | —   | —  | — | —    | —    |
| NAHL Ogółem | NAHL Ogółem               | NAHL Ogółem | 2   | 1  | 0  | 1  | 129   | 4   | 0  | 1.86 | .925 | —  | — | — | —   | —  | — | —    | —    |
| USHL Ogółem | USHL Ogółem               | USHL Ogółem | 78  | 51 | 19 | 5  | 4431  | 102 | 5  | 2.80 | .908 | 16 | — | — | —   | —  | — | 3.26 | .905 |
| HE Ogółem   | HE Ogółem                 | HE Ogółem   | 110 | 55 | 39 | 15 | 6499  | 249 | 11 | 2.31 | .924 | —  | — | — | —   | —  | — | —    | —    |
| AHL Ogółem  | AHL Ogółem                | AHL Ogółem  | 116 | 53 | 48 | 9  | 6512  | 360 | 7  | 3.34 | .904 | 4  | 1 | 3 | 277 | 11 | 0 | 2.38 | .915 |
| NHL Ogółem  | NHL Ogółem                | NHL Ogółem  | 87  | 39 | 36 | 7  | 5 060 | 87  | 3  | 2.68 | .901 | —  | — | — | —   | —  | — | —    | —    |

### Reprezentacyjne
| Rok                | Drużyna                | Turniej            | Miejsce            |   | M | Z | P | R/ZPD | Min | GA | SO   | GAA  | SV% |
| ------------------ | ---------------------- | ------------------ | ------------------ | - | - | - | - | ----- | --- | -- | ---- | ---- | --- |
| 2011               | Stany Zjednoczone U-18 | Hlinka Gretzky Cup | 5                  | 1 | 0 | 0 | 0 | 20    | 3   | 0  | 9.00 | .727 |     |
| 2021               | Stany Zjednoczone      | MŚ                 |                    | 7 | 5 | 2 | 0 | 417   | 2   | 9  | 1.29 | .953 |     |
| Ogółem jako junior | Ogółem jako junior     | Ogółem jako junior | Ogółem jako junior | 1 | 0 | 0 | 0 | 20    | 3   | 0  | 9.00 | .727 |     |
| Ogółem jako senior | Ogółem jako senior     | Ogółem jako senior | Ogółem jako senior | 7 | 5 | 2 | 0 | 417   | 2   | 9  | 1.29 | .953 |     |

## Sukcesy

### Zawodnicze
Reprezentacyjne
- 3. miejsce mistrzostw świata: 2021

### Indywidualne
- Drużyna debiutantów Hockey East: 2015
- Drużyna akademii Hockey East: 2015
- Drużyna gwiazd Hockey East: 2016, 2017
- Uczestnik Meczu Gwiazd AHL: 2018, 2020
- Najlepszy bramkarz mistrzostw świata: 2021
- MVP Notre Dame Fighting Irish: 2016